# Nationalisme racial
Le nationalisme racial est une idéologie qui prône une définition raciale de l'identité nationale . Le nationalisme racial cherche à préserver la « pureté raciale » d'une nation par le biais de politiques telles que l'interdiction du mélange des races et l'immigration d'autres races. Afin de créer une justification pour de telles politiques, le nationalisme racial promeut souvent l'eugénisme et préconise des solutions politiques et législatives basées sur l'eugénisme et d'autres théories raciales.
Le nationalisme racial ne doit pas être confondu avec le nationalisme ethnique. Une forme de transition entre le nationalisme racial et ethnique est également connue sous le nom de mouvement Völkisch.

## Voir également
- Nationalisme noir
- Nationalisme blanc
- Nazisme
- Nationalisme ethnique coréen
- Suprémacisme
- Racialisme
- Racisme